# 丘拉 (密蘇里州)
丘拉（英語：Chula）是位於美國密蘇里州利文斯頓縣的城市。

## 人口
根據2020年美國人口普查的數據，丘拉的面積為0.46平方千米，皆為陸地。當地共有人口195人，而人口密度為每平方千米424人。